# Europejska Federacja Szermiercza
Europejska Federacja Szermiercza (francuski: Confédération européenne d'escrime, angielski: European Fencing Confederation, rosyjski: Европейская Конфедерация Фехтования) - związek szermierczy powstały w 1991 roku mający na celu popularyzację szermierki oraz zarządzaniem nią na terenie Europy. Organizuje on Mistrzostwa Europy w szermierce. Jest ona organizacją zależną od Międzynarodowej Federacji Szermierczej.